# Orihana Guzmán
Orihana Guzmán (* 1. März 2007) ist eine venezolanische Leichtathletin, die sich auf den Sprint spezialisiert hat.

## Sportliche Laufbahn
Erste Erfahrungen bei internationalen Meisterschaften sammelte Orihana Guzmán im Jahr 2024, als sie bei den U18-Südamerikameisterschaften in San Luis in 12,41 s die Bronzemedaille im 100-Meter-Lauf gewann und über 200 Meter in 24,40 s den vierten Platz belegte. 
2024 wurde Guzmán venezolanische Meisterin in der 4-mal-100-Meter-Staffel.

## Persönliche Bestzeiten
- 100 Meter: 11,98 s (+1,3 m/s), 19. November 2024 in Maturín
- 200 Meter: 24,68 s (−1,8 m/s), 23. November 2024 in Maturín